# 天主教圭魯教區
天主教圭魯教區 （拉丁語：Dioecesis Gueruensis）是津巴布韋一個羅馬天主教教區，屬布拉瓦約總教區。

## 歷史
1946年11月14日設維多利亞堡宗座監牧區，1950年6月24日升為宗座代牧區。1955年1月1日升為教區。1982年6月25日易名至今。

## 現況
教區包括中部省南部六個區，2006年有教友198,000人（佔轄區總人口9.3%）、三十個堂區、四十三名司鐸。目前教區主教之位處於出缺狀態，由马斯温戈教区主教迈克尔·蒂克松·巴赫塞出任宗座署理。